# 池田鉄平
池田 鉄平（いけだ てっぺい、1979年2月1日 - ）は、神奈川県出身の元騎手・現調教助手。

## 来歴
競馬学校13期生として秋山真一郎・板倉真由子・今村康成・江田勇亮・押田純子・勝浦正樹・武幸四郎・武士沢友治・松田大作・村田一誠と同期になり、卒業後の1997年3月に美浦・浅野洋一郎厩舎からデビュー。
1年目の1997年は3月1日の中京第2競走4歳未勝利・オトコマエで初騎乗初勝利 を飾り、1996年の福永祐一に続いて平成2人目の達成となった。同8日にはマーチステークス・グランダーム（15頭中14着）でデビュー月での重賞騎乗 を果たし、4月26日の新潟では初の特別勝ちを含む初の1日2勝を挙げる。1年目の同年から2桁勝利の12勝をマークし、関東の新人賞に当たる民放競馬記者クラブ賞を受賞。
2年目の1998年には降雪によるダート変更でGIIIの格付けが取り消された共同通信杯4歳ステークスでヤエノムテキ産駒トウカンビリーフに騎乗し、エルコンドルパサー・インテリパワーに次ぐ5着に入った。春の新潟では新潟大賞典で8歳馬スガノオージに騎乗して11番人気ながら5着に入り、関東馬の掲示板独占となったほか、5月23日・24日には初の2日連続勝利を挙げる。スガノオージではエプソムカップでも5着、夏の新潟で未勝利→500万下→900万下と3連勝したグランスクセーではセントライト記念4着に入り、菊花賞では福島の桑折特別（500万下）を逃げ切ったエプソムダンディーでGI初騎乗を果たす。愛知杯ではメジロマックイーン産駒メジロシャープで同期の秋山が騎乗するカネトシガバナーとクビ差2着に入り、2年連続2桁勝利で自己最多の29勝をマーク。
3年目の1999年にはガーネットステークスで明け14歳のミスタートウジンに騎乗してストーンステッパー・シンコウフォレストに先着する12着に入り、日経新春杯ではメジロシャープで逃げてメジロブライト・エモシオンに次ぐ3着に粘った。5月2日の東京第12競走4歳以上900万下ではトウショウヒューマでグリーングラス産駒最後の中央での勝利を挙げ、NHKマイルカップではインターサクセスで逃げてタイキトレジャー・ロサード・エイシンキャメロンに先着する6着。10月3日の中山第10競走利根川特別では12番人気のニチドウアラシ産駒ホリークラウン、12月18日の小倉第11競走日豊特別では父アイネスフウジン・母父ホリスキーのエレガントモアで逃げ切る。同年は冬の小倉戦5勝を含む11勝をマークし、デビューから3年連続2桁勝利を記録したが、結局この年が最後の2桁となった。
2000年には12月3日の中京第4競走4歳以上500万下を16頭中16番人気のゴールドギャルサンで勝利して単勝・馬連・ワイドが万馬券の波乱を起こし、エレガントモアで中日新聞杯5着に入った。
2001年には1月28日の小倉第11競走洞海湾ステークスでクラフティマスターに騎乗してカネツフルーヴの2着に入り、3月10日の中京第6競走4歳以上500万下ではトーホウエンペラーの半弟ストロングレオンで14頭中14番人気ながら勝利して単勝・馬連・ワイドが万馬券の波乱を起こす。夏の新潟では目野哲也厩舎のニホンピロサートに小林徹弥に替わって騎乗し、芝直線1000mの新潟日報賞（1600万下）5着、ダート1200mの苗場特別（1000万下）3着に入った。
2002年にはインターサクセスでアイビスサマーダッシュ4着に入る。
2004年には3月13日の中京第2競走3歳未勝利をシルクリザルトで逃げ切って同年初勝利を挙げ、翌14日の中京第1競走3歳未勝利もリバティビーナスで逃げ切り、共に中京ダート1000mの未勝利戦で1999年12月18日・19日の小倉以来となる2日連続勝利 を挙げるが、同年はこの2勝に終わる。12月4日の中京第3競走3歳以上500万下では16頭中15番人気のトーセンセッションで2着に逃げ粘って馬連・馬単・ワイド・3連複万馬券の波乱となり、同18日の中京第11競走伊吹山特別ではトロットスターの弟マキシマムスピードで2着に逃げ粘った。
2005年と2006年には畠山重則厩舎のキングヘイロー産駒ヤマタケゴールデンとのコンビで活躍し、新馬は2005年夏の新潟芝1600mで11番人気であったが、後方から追い込んできた1番人気キープユアスマイルに2馬身差付け、キングヘイロー産駒は同年初の中央での新馬勝ちとなった　。2006年2月東京の3歳500万下では中団追走から直線で外に持ち出し、馬場の真ん中を力強く伸び切る。4月は京都の端午ステークスでスローペースから2コーナー向正面でハナに立ち、直線でもそのスピードは衰えず、直線は最内を突いて伸びた13番人気タガノエクリプスをクビ差抑えて逃げ切った。ユニコーンステークスでは3コーナーでゴチャついた時にハミを噛んだが、後方から2着に追い込んだ。ダービーグランプリでは道中は逃げたバンブーエールと2番手のマンオブパーサーを見ながら4、5番手の好位を進み、3コーナー過ぎから徐々に進出したが、直線は先行2頭と脚色が一緒になって4着であった。
2006年と2007年にはヤマタケゴールデンの同厩のアルコセニョーラに騎乗し、2006年夏の新潟1200m新馬戦では3コーナーあたりで外に馬が来ると寄って行きたがる所を見せたが、最後までしっかり走って2着に逃げ粘った。2007年春の中山では14番人気のきんせんか賞（500万下）、15番人気のフラワーカップで共に後方から追い込んでショウナンタレントの4着に入り、フラワーカップの上がり35秒3はメンバー中最速であった。
2008年は2月24日の東京第7競走4歳以上500万下・アイアイスピーチで最後の勝利を挙げ、6月14日の中京第11競走白川郷ステークスではヤマタケゴールデンで内にもたれる癖が出ながらも3着に入り、10月30日には美浦で行われた佐々木竹見・岡部幸雄のジョッキーマスターズ前の試乗に柴田大知・柴田未崎と共に現役騎手として参加。
2009年には遠征馬の調教のためドバイへ渡り、帰国後は3月28日の中山第4競走3歳未勝利・ベルウッドローツェ（16頭中5着）が最後の騎乗となり、3月31日付で現役を引退。
引退後は小島茂之厩舎の調教助手となり、後に堀宣行厩舎に所属。

## 騎手成績
| 通算成績 | 1着 | 2着 | 3着 | 4着以下 | 出走回数 | 勝率 | 連対率 |
| -------- | --- | --- | --- | ------- | -------- | ---- | ------ |
| 平地     | 85  | 97  | 105 | 2107    | 2394     | .036 | .076   |
| 障害     | 0   | 0   | 0   | 11      | 11       | .000 | .000   |
| 計       | 85  | 97  | 105 | 2118    | 2405     | .036 | .076   |